# Antoni Llinàs i Massanet
Pare Fra Antoni Llinàs i Massanet nat a Artà el 17 de gener de 1635, rebé la primera formació a l'escola dels observants del seu poble. A 17 anys ingressa a l'Orde franciscà en el Convent de Santa Maria dels Àngels fora porta on comença el noviciat.

## Biografia
Cursats els seus estudis de filosofia i teologia, fou instituït lector de filosofia i promogut als ordes menors i majors, i arriba al presbiterat el 1659.
El 1664 se celebrà a Roma el Capítol General de l'Orde Franciscà en el qual prengueren part el preministre i el custodi de la província americana de Sant Pere i Sant Pau de la Nova Espanya (Mèxic), demanant missioners. De tornada de Roma, passaren per Mallorca i el P. Antoni Llinàs s'inscriví a la llista dels futurs missioners.
Arribà a Amèrica el 1665, i ben prest fou promogut a l'Ofici de lector. Ensenyà a Querétaro, Celaya i Valladolid (avui Morelia), d'on fou nomenat guardià. El 1679, elegit custos provincial de Mixoacán amb vot en el Capítol General de Roma, parteix cap a Europa. Passa a Mallorca, Barcelona i Madrid, on visita el Ministre General i li comunica, seguint les idees de Ramon Llull, el pressament de la necessitat de fundar un col·legi de missioners.
A Roma obtingué del papa Innocenci XI el breu que confirmava la fundació del nou col·legi i és nomenat prefecte de les missions de les Índies Occidentals, el 1682.
L'any següent, va a Mèxic acompanyat de 24 nous missioners i erigeix el Convent de Querétaro en Col·legi de Missioners, a prop de la Sierra Gorda. D'aquí sortirien els missioners per anar a evangelitzar i arribarien a Califòrnia i Texas.
Fruit dels seus viatges a Espanya i a Roma aconseguí la fundació d'altres col·legis missionals: Escornalbou (Catalunya), La Oliva (Castella), Calamocha (Aragó), Cehegin (Cartagena), Sant Esperit del Monte (València) i el d'Ozzier (Sardenya).
Morí a Madrid, el 1693, amb fama de santedat. Les seves exèquies se celebraren a Sant Francesc amb l'assistència del rei Carles II. Igualment a Querétaro, la ciutat de Mallorca i Artà.

## Reconeixements
A Artà, el seu poble natal, té una plaça amb el seu nom inaugurada el 18 de maig de 1924. Això fou possible perquè havia estat anomenat Fill Il·lustre d'Artà.